# Echo (Schach)
Unter einem Echo versteht man im Schach eine sich wiederholende Wendung (Mattbild, Pattbild, Motiv). Die Wiederholung kann durch Spiegelung oder Verschiebung einer Figurengruppe in Varianten (oder anderen Phasen wie Verführung, Widerlegung, Zwillingsbildung, Drohung) oder zeitlich nacheinander erfolgen. Wechselt bei dieser Figurengruppe die Farbe der Standfelder, so spricht man von Chamäleonecho. Der Begriff findet vor allem in der Schachkomposition Verwendung.
Beispiele:
- Spieß als Echo in Varianten: Josef Kling, Chess Weekly, 1849
- Ablenkung als Echo in Varianten: Alexei Troizki, 500 Endspielstudien, 1924
- Mattführung als Echo in Varianten: Studie von Jacobus Haring, 3. WCCT 1988
- Echo in Verführungen: Alexei Sergejewitsch Selesnjow, Schachmaty, 1924
- Chamäleonecho zwischen Drohung und Lösung: Manfred Zucker, Deutsche Schachblätter, 1969
- Dreizüger in Franz Palatz

## Weblink
- Studie von Michail Sinar, Tscherwony Girnik, 1977 mit mehrfachem Echo eines Spießes